# Ossidiana (film)
Ossidiana è un film del 2007 diretto da Silvana Maja. È tratto dal romanzo omonimo di Silvana Maja del 1999.

## Trama
Maria Palliggiano, una giovane pittrice napoletana, vive la stagione sperimentale degli anni Sessanta con slancio ed entusiasmo. È una donna che non rinuncia ai suoi ideali di perfezione e di giovinezza, si lancia nei progetti e fa della ricerca e dell'amore le sue ragioni di vita. Nel 1957 sposa Emilio Notte, direttore dell'Accademia delle Belle Arti di Napoli e importante protagonista dell'avanguardia artistica, da cui ha già avuto un figlio, Riccardo. Maria decide di non abbandonare la pittura e cerca di coniugare il suo ruolo di artista con quello di madre e moglie. Le sue scelte non vengono capite e lei viene duramente giudicata e costretta a subire delle torture psichiatriche. I pregiudizi che si sono formati su di lei spingono la società a cercare di "normalizzarla", rendendola meno pericolosa. Maria, sempre in cerca di emozioni, si innamora di un artista con cui crea azioni e performance di successo. Ma, quando scopre il disinteresse sentimentale dell'uomo, il duro colpo la conduce in uno stato depressivo e, nonostante le cure psichiatriche, i farmaci e l'elettroshock, Maria non sente più motivazioni e si toglie la vita a soli 36 anni.

## Produzione
L'idea del film nasce nel 1997, quando Silvana Maja visita una mostra della Palliggiano organizzata da Jean-Noël Schifano, direttore dell'Istituto di Cultura francese Grenoble di Napoli. Incontra il critico Riccardo Notte, figlio della pittrice, che le consegna i diari di sua madre, da lei ridotti a brandelli poche ore prima di morire, e un elenco delle persone che l'avevano conosciuta.

## Accoglienza

### Recensioni
(Mario Sesti)
(Callisto Cosulich)
(Edoardo Zaccagnini)
(Mario Sesti)
(Callisto Cosulich)

## Riconoscimenti
- Pegaso d'oro al Flaiano Film Festival 2008
- Saturno Film Festival 2008
- Festival Cinema e Donne di Firenze 2008